# Theronopus bicornis
Theronopus bicornis är en insektsart som beskrevs av Webb 1983. Theronopus bicornis ingår i släktet Theronopus och familjen dvärgstritar. Inga underarter finns listade i Catalogue of Life.